# 阳明洞
阳明洞，是一个小岩洞，位于中国贵州省贵阳市修文县城东栖霞山上，为王学（阳明学）圣地之一，现为全国重点文物保护单位。
时任兵部主事的明朝大儒王守仁因触怒宦官权臣刘瑾，被廷杖四十后谪为龙场驿丞，时龙场（即现今之修文县城）地处偏远，少有人烟。王守仁于正德三年（1508年）始居于此洞，凡三年。此洞在半山腰，原来当地居民称作“东洞”，王守仁作“阳明小洞天”自娱，后便称作“阳明洞”或“阳明洞天”。
原洞口附近有“何陋轩”。因当时洞内阴湿不适居住，乡民怜悯王守仁的处境，自发伐木结茅，为其建造小屋。王守仁以“君子居之，何陋之有”句，取名“何陋轩”。
原洞口左上方有竹有小亭。王守仁以竹具“君子之德”，将亭命名为“君子亭”。
现洞内及附近留有石刻题字甚多，于不同时期自不同国家。附近还存有古建筑数座。

## 王的讲学活动
王守仁曾先后在龙场龙岗书院、贵阳文明书院讲学，令贵州文风大开。

## 王的文学创作
王守仁著名的《象祠记》与《瘗旅文》都完成于这一时期，两篇文章都收入《古文观止》的《明文》。

## 王的哲学思考
王守仁著名的“龙场悟道”就在这一时期，其著名的“致良知”“知行合一”等学说均成熟于此。

## 对王的纪念
明朝嘉靖三十年（1551年），贵州监察御史赵锦将龙岗书院改建为“王文成公祠”。
贵州宣慰使安国享题刻“阳明先生遗爱处”于洞口崖壁。
清朝嘉庆十九年（1814年），贵阳当地人建阳明祠于城东扶风山麓。
另有日本人题刻的“阳明小洞天”。